# Campeonato Mundial de Ajedrez 1894
El Campeonato Mundial de Ajedrez 1894 fue un encuentro entre el retador Emanuel Lasker del Imperio alemán y el campeón defensor Wilhelm Steinitz de Estados Unidos. El encuentro se jugó en Nueva York y Filadelfia; y en Montreal, Canadá. El primer juego empezó el 15 de marzo de 1894. El último juego empezó el 26 de mayo del mismo año con victoria de Lasker. Lasker ganó el encuentro 12-7, convirtiéndose en el campeón oficial número 5.

## Encuentro
El encuentro fue a partidas ilimitadas, solo acabando cuando un jugador llegue a 10 victorias. Las victorias cuentan como 1 punto, los empates ½ y las derrotas 0.
| Jugador          | 1 | 2 | 3 | 4 | 5 | 6 | 7 | 8 | 9 | 10 | 11 | 12 | 13 | 14 | 15 | 16 | 17 | 18 | 19 | Total (Vic) |
| ---------------- | - | - | - | - | - | - | - | - | - | -- | -- | -- | -- | -- | -- | -- | -- | -- | -- | ----------- |
| Wilhelm Steinitz | 0 | 1 | 0 | 1 | ½ | ½ | 0 | 0 | 0 | 0  | 0  | ½  | 1  | 1  | 0  | 0  | 1  | ½  | 0  | 7 (5)       |
| Emanuel Lasker   | 1 | 0 | 1 | 0 | ½ | ½ | 1 | 1 | 1 | 1  | 1  | ½  | 0  | 0  | 1  | 1  | 0  | ½  | 1  | 12 (10)     |

El Campeonato Mundial de Ajedrez 1894 comenzó el 15 de marzo de 1894 en Nueva York y allí prosiguió hasta el juego 8; luego, continuó en Filadelfia hasta el juego 11; y finalmente, prosiguió en Montreal hasta su finalización el 26 de mayo. El vencedor recibiría un premio de 2.500 dólares, y el perdedor 750. Las cuatro primeras partidas terminaron con dos victorias para cada uno. Pero a partir de aquí un Steinitz de 58 años encajó cinco derrotas consecutivas. En la decimonovena partida Lasker consiguió su décimo triunfo y el título mundial.